# Miranda Hart
Miranda Katherine Hart Dyke (Torquay, Inglaterra; 14 de diciembre de 1972), conocida profesionalmente como Miranda Hart o simplemente como Miranda, es una actriz y comediante inglesa.

## Biografía
Hart nació el 14 de diciembre de 1972 en Torquay, Devon, hija del capitán David Hart Dyke y de Diana Margaret Luce. Proviene de los Luce por parte materna, una familia de la alta sociedad inglesa de barones, sires y lores, y muy integrada en el poder político británico. Su tatarabuelo, Sir Michael Culme-Seymour, fue el Vicealmirante del Reino Unido en la Royal Navy y su tío, Richard Luce, fue Gobernador de Gibraltar de 1997 a 2000 y Lord Chamberlain de 2000 a 2006. Por parte de padre Miranda es Hart Dyke, tradicionalmente asociada a la Royal Navy británica. El padre de Miranda, capitán David Hart Dyke, comandaba el buque de guerra HMS Coventry cuando este fue hundido por el ejército argentino en 1982, durante la Guerra de las Malvinas.
Hart creció en Petersfield, Hampshire y recibió educación privada en el Downe House School, un internado independiente para chicas cerca de Thatcham, Berkshire. Fue compañera de clase y amiga de la presentadora de deportes Clare Balding. Estudió en la Universidad del Oeste de Inglaterra, en Bristol, donde se graduó en Ciencias Políticas.

## Trayectoria
Tras estudiar en la Academy of Live and Recorded Arts, Hart empezó a escribir material para el Edinburgh Fringe Festival y realizó pequeños papeles en varias comedias de situación británicas incluyendo Hyperdrive y Not Going Out.
Hart alcanzó una gran audiencia con su comedia de situación semi-biográfica Miranda, la cual está basada en su anterior programa de radio de BBC Radio Miranda Hart's Joke Shop (2008). La comedia de situación duró tres temporadas y tuvo varios especiales de Navidad entre 2009 y 2015. En 2012, empezó a aparecer en la obra de la BBC Call the Midwife, en el papel de Camilla "Chummy" Fortescue-Cholmondeley-Browne. Luego, hizo su debut en Hollywood en la película de comedia de acción de 2015 Spy, dirigida por Paul Feig, en el papel de Nancy B. Artingstall, actuando junto a Melissa McCarthy.

## Premios y reconocimientos
En 2010, Hart ganó el premio a la Mejor Interpretación de Comedia de la Royal Television Society por su actuación en Miranda y también fue nominada al mejor guion de comedia. Tanto ella como Patricia Hodge fueron nominadas a los premios a la "Mejor Actriz de Comedia" en el Festival de Televisión de Montecarlo de 2010.
En 2011, ganó el premio a la "Mejor actriz de comedia" y el "Premio del público al rey o reina de la comedia" en los British Comedy Awards 2011, en los que Miranda también ganó el premio a la "Mejor nueva comedia británica de televisión" y fue nominada a la "Mejor comedia de situación" Ese mismo año, fue nominada al BAFTA a la Mejor actriz de comedia y su exitosa comedia de situación Miranda de BBC Two fue nominada al premio BAFTA YouTube choice, el único premio votado por el público.